# Национален дворец в Мафра
Националният дворец в Мафра (на португалски: Palácio Nacional de Mafra) е дворец и манастир в град Мафра, Централна Португалия.
Дворецът е сред най-големите барокови сгради в страната. Строителството му започва през 1717 година и се свързва с обет, даден от крал Жуау V, да построи манастир, ако му се родят деца. Ръководството на строежа е възложено на немеца Йохан Фридрих Лудвиг. В хода на строителството приходите от добива на злато в Бразилия нарастват и първоначалният проект е значително разширен.
Ядрото на комплекса е барокова базилика, край която е разположен францискански манастир, но той се използва също и като извънградска резиденция на португалските крале. Сградата не е окончателно завършена, но строителството е прекратено след Лисабонското земетресение през 1755 година.

## Изгледи
- Куполът
- Изглед
- болницата на монасите
- Бюст на Жуау V
- Статуя на св. Филип
- Статуя на св. Тома Аквински
- интериор
- каляска
- Един от клоастрите
- арка
- паркове пред клоастър
- пътят към клоастрите
- Площад с колонада
- Градини
- вход
- фонтан
- изглед
- библиотеката